# Birte Weigang
Birte Weigang, född 31 januari 1968 i Leipzig, är en före detta östtysk simmare.
Weigang blev olympisk guldmedaljör på 4 x 100 meter medley vid sommarspelen 1988 i Seoul.
Weigang fick utan att vara informerad av sina tränare och läkare dopningsmedel. Substanser som dehydrochlormethyltestosteron medförde att hennes muskler blev för tung för skelettet. Därför skadades flera ryggkotor. Weigang avslutade idrottskarriären tidigare än påtänkt.